# Цуран, Артём Николаевич
Артём Николаевич Цуран (бел. Арцём Мікалаевіч Цуран; 3 ноября 1978, Глубокое, Витебская область, Белорусская ССР, СССР) — белорусский государственный деятель.

## Биография
Родился 3 ноября 1978 в Глубоком. Позже с семьёй переехал в Минск.
В 1999 году окончил Белорусский государственный педагогический университет имени Максима Танка, в 2011 — Академию управления при Президенте Республики Беларусь по специальности «Управление персоналом», в 2019 — Академию управления при Президенте Республики Беларусь по специальности «Государственное управление и право».
Свою трудовую деятельность начал после окончания ВУЗа, в августе 1999 года учителем физической культуры и здоровья средней школы №1 Бобруйского района. В этой школе он проработал до декабря 1999 года, после чего, в марте 2000, трудоустроился в среднюю школу №4 г. Минска. В этой школе он проработал всего лишь месяц. После чего пошел в Минский городской исполнительный комитет на должность главного специалиста, начальника отдела по работе с первичными организациями, начальника отдела патриотического воспитания, спорта и досуга молодежи общественного объединения «Белорусский патриотический союз молодежи». Там он проработал до 2001 года, после чего работал инструктором по организационно массовой работе, инструктором-методистом по физкультурно-оздоровительной работе отдела организационно-массовой работы открытого акционерного общества «Минский завод отопительного оборудования». На заводе он проработал до 2008 года, после чего устроился в Фрунзенский район на должность начальника отдела организационно-кадровой работы. В отделе организационно-кадровой работы он проработал до 2011 года, после чего, в апреле 2011, был переведен вернулся в Мингорисполком на должность начальника отдела кадровой работы управления организационно-кадровой работы. В этом отделе он проработал до октября 2011, после чего был переведен в управления организационно-кадровой работы на должность начальника.
25 октября 2016 года назначен на должность главы администрации Фрунзенского района Минска. В интервью одному из белорусских изданий сказал, что живет в обычной многоэтажке в районе метро «Спортивная». В этой должности он проработал до 2019 года, после чего получил повышение.
15 января 2019 года назначен заместителем председателя Минского городского исполнительного комитета, занимается вопросами идеологии, культуры, спорта, туризма и СМИ.

## Личная жизнь
Женат, имеет дочь и сына.

## Награды
- Медаль «За трудовые заслуги»[6].